# Nagrada „Tin Ujević”
Nagrada „Tin Ujević” je nagrada koja se dodjeljuje za doprinose u hrvatskom pjesništvu. Smatra ju se najprestižnijom nagradom u hrvatskom pjesništvu. Ime nosi u čast hrvatskog pjesnika Tina Ujevića.
Nagrada je utemeljena 1980. godine. Dodjeljuje ju Društvo hrvatskih književnika od 1981. Do 1993. nagrada se dodjeljivala u Zagrebu, a od 1993. u Ujevićevu rodnom Vrgorcu, na 5. srpnja, na dan njegova rođenja, na vrgoračkoj manifestaciji „S Tinom u Vrgorcu”.

## Dosadašnji dobitnici
- 1981.: Nikica Petrak, za zbirku pjesama Tiha knjiga
- 1982.: Slavko Mihalić, za knjigu pjesama Pohvala praznom džepu
- 1983.: Irena Vrkljan, za zbirku pjesama U koži moje sestre
- 1984.: Nikola Milićević, za zbirku pjesama Nepovrat
- 1985.: Branimir Bošnjak, za zbirku pjesama Semantička gladovanja
- 1986.: Igor Zidić, za zbirku pjesama Strijela od stakla
- 1987.: Dragutin Tadijanović, za zbirku pjesama Kruh svagdanji
- 1988.: Tonko Maroević, za zbirku pjesama Trag roga ne bez vraga
- 1989.: Tonči Petrasov Marović, za zbirku pjesama Moći ne govoriti
- 1990.: Luko Paljetak, za zbirku pjesama Snižena vrata
- 1991.: Vlado Gotovac, za zbirku pjesama Crna kazaljka
- 1992.: Zvonimir Golob, za zbirku pjesama Rana
- 1993.: Mate Ganza, za zbirku pjesama Knjiga bdjenja
- 1994.: Dražen Katunarić, za knjigu pjesama Nebo/Zemlja
- 1995.: Vladimir Pavlović, za zbirku pjesama Gral
- 1996.: Dubravko Horvatić, za zbirku pjesama Ratnoa noć
- 1997.: Boris Domagoj Biletić, za pjesničku knjigu Radovi na nekropoli
- 1998.: Gordana Benić, za zbirku pjesama Laterna magica
- 1999.: Andrijana Škunca, za zbirku pjesama Novaljski svjetlopis
- 2000.: Mario Suško, za zbirku pjesama Versus axsul
- 2001.: Ivan Slamnig, za poetsku zbirku Ranjeni tenk (posmrtno)
- 2002.: Petar Gudelj, za zbirku pjesama Po zraku i po vodi
- 2003.: Vesna Parun, za zbirku soneta Suze putuju
- 2004.: Alojz Majetić, za zbirku pjesama Odmicanje paučine
- 2005.: Borben Vladović, za zbirku pjesama Tijat
- 2006.: Željko Knežević, za zbirku pjesama Kopito trajnoga konja
- 2007.: Ante Stamać, za zbirku pjesama Vrijeme, vrijeme
- 2008.: Miroslav Slavko Mađer, za zbirku pjesama Stihovi dugih naziva[1]
- 2009.: Tomislav Marijan Bilosnić, za zbirku pjesama Molitve[2]
- 2010.: Jakša Fiamengo, za zbirku pjesama Jeka[3]
- 2011.: Dunja Detoni-Dujmić, za zbirku Tiha invazija[4]
- 2012.: Neda Miranda Blažević-Krietzman za zbirku pjesama Vezuvska vrata[5]
- 2013.: Vesna Krmpotić, za zbirku pjesama Žar ptica[6]
- 2014.: Slavko Jendričko, za zbirku pjesama Evolucija ludila[7]
- 2015.: Ivan Babić, za zbirku pjesama Koncepcija vrta[8]
- 2016.: Drago Čondrić, za zbirku pjesama Sedam velikih biblijskih poema[9]
- 2017.: Ernest Fišer, za zbirku pjesama Preludij za anginu pectoris[10]
- 2018.: Milko Valent, za zbirku pjesama Otvorena rosa[11]
- 2019.: Božica Jelušić, za zbirku pjesama Kotačev slavopoj[12]
- 2020.: Drago Štambuk, za zbirku pjesama Angjeo s bakljom, Atahualpa[13]
- 2021.: Evelina Rudan, za zbirku pjesama Smiljko i ja si mahnemo[14]
- 2022.: Krešimir Bagić, za zbirku pjesama Ponornice[15]
- 2023.: Ivan Klarić, za zbirku pjesama Magnitude[16]
- 2024.: Stanko Krnjić, za zbirku pjesama Krljušti[17]
- 2025.: Lana Derkač, za zbirku pjesama Azil za nebeska tijela[18]

## Vanjske poveznice
- Društvo hrvatskih književnika  Arhivirana inačica izvorne stranice od 15. listopada 2019. (Wayback Machine), dobitnici nagrade